# Zwojek skręcony
Zwojek skręcony (Barbula convoluta Hedw.) – gatunek mchu należący do rodziny płoniwowatych (Pottiaceae Schimp.). W Polsce podawany np. z województwa śląskiego, pasma Gorców i Bieszczadów. Występuje powszechnie w Brytanii.

## Morfologia
GametofitFormuje jasne lub ciemne żółtozielone poduszki lub gęste darnie. Łodyżki przeważnie długości 0,5–2 cm, sporadycznie dorastają do 2,5 cm. Listki rozpostarte, skręcone w stanie suchym, przeważnie krótsze niż 1,5 mm, podłużne, ze zwężającym się wierzchołkiem. Żebro pojedyncze, kończy się wraz z wierzchołkiem lub lekko wystaje. Brzegi blaszki mogą być zawinięte do dołu lub falowane.
SporofitPuszki osadzone na żółtych setach pojawiają się licznie. Listki rosnące bezpośrednio przy secie owijają się wokół niej.

## Biologia i ekologia
Rośliny kilkuletnie, dwupienne. Rozmnaża się także wegetatywnie przy pomocy rozmnóżek. Na obszarze Bieszczadów nie obserwowano sporogonów.
Gatunek światłolubny, kserofilny, neutrofilny. Rośnie na glebie, w zbiorowiskach ruderalnych, na zakłóconych otwartych siedliskach takich jak ścieżki, ogrody, pola i mury.

## Systematyka i nazewnictwo
Synonimy: Barbula closteri Austin, Barbula commutata Jur., Barbula sulcata Geh., Streblotrichum convolutum (Hedw.) P. Beauv.
Odmiany według The Plant List:
- Barbula convoluta var. eustegia (Cardot & Thér.) R.H. Zander

## Zagrożenia
Gatunek został wpisany w 2011 r. na czerwoną listę mchów województwa śląskiego z kategorią zagrożenia „LC” (najmniejszej troski). W Czechach w 2005 r. również nadano mu kategorię „LC”.
Stanowiska tego gatunku występują na obszarze Bieszczadzkiego Parku Narodowego.